# 210435 Pollackmihály
210435 Pollackmihály è un asteroide della fascia principale. Scoperto nel 2008, presenta un'orbita caratterizzata da un semiasse maggiore pari a 3,115921 UA e da un'eccentricità di 0,033211, inclinata di 15,335318° rispetto all'eclittica. Ha un diametro di 6,007 km.
È dedicato all'architetto Mihály Pollack.